# Cal Vilaplana (Sarroca de Lleida)
Cal Vilaplana és una casa de Sarroca de Lleida (Segrià) inclosa a l'Inventari del Patrimoni Arquitectònic de Catalunya.

## Descripció
Habitatge entre mitgeres, de grans dimensions, actualment deshabitada i sembla que en reformes, que ha tingut un desenvolupament constructiu orgànic. La part posterior de la casa s'acaba en una galeria en angle recte que presenta una arquera de mig punt rebaixat en tres plantes: baixa, entresòl i pis.

## Història
La façana fa suposar que va agrupar diversos habitatges, almenys del segle xv o XVI, com és citat en el portal que és de mig punt adovellat.